# Черњаховск
Черњаховск (рус. Черняховск) град је у Русији у Калињинградској области.

## Становништво
| 1939.  | 1959.  | 1970.  | 1979.  | 1989.  | 2002.  | 2010.  |
| ------ | ------ | ------ | ------ | ------ | ------ | ------ |
| 43.620 | 29.063 | 33.446 | 35.576 | 39.622 | 44.323 | 40.449 |